# بزمجه سنگی میچل
 بزمجه سنگی میچل(نام علمی: Varanus mitchelli) نام یک گونه از سرده بزمجه است.